# 阿卜都瓜卜
阿卜都瓜卜（？—1759年），一作阿不都伯克、阿布都瓦哈布，中國新疆烏什人，回部郡王品級貝勒霍集斯之兄。曾任阿克蘇、葉爾羌之阿奇木伯克，後在大小和卓之亂中被霍集占所殺。
阿卜都瓜卜為吐魯番地方頭目之一阿濟斯和卓長子，早年居於吐魯番。雍正初，清廷進軍吐魯番、烏魯木齊，阿濟斯和卓將部分吐魯番居民強行遷往烏什，改烏什名為“圖爾璊”（吐魯番的異音）。阿濟斯和卓死後，阿卜都瓜卜成為阿克蘇的阿奇木伯克，霍集斯為烏什伯克，向準噶爾渾台吉噶爾丹策零稱臣。乾隆十九年（1754年），喀什噶爾的黑山派和卓玉素普 (黑山派)從伊犁逃脫，北上進攻準噶爾人控制下的阿圖什。阿卜都瓜卜寫信給準噶爾首領達瓦齊，要求速派兵來援，否則準噶爾就會失去喀什噶爾、葉爾羌與和闐。但此時阿睦爾撒納已投奔清廷，達瓦齊只得作罷。
乾隆二十年（1755年）六月，霍集斯擒獲準噶爾首領達瓦齊，阿卜都瓜卜隨霍集斯向定北將軍班第投誠。隨後，阿卜都瓜卜向班第建議派白山派大和卓波羅尼都隨清軍南下，利用其宗教影響，招降天山南路黑山派控制的葉爾羌（今新疆莎車縣）、喀什噶爾（今喀什市）諸城。班第與副將軍阿睦爾撒納商議，遂採納其言，暫不送波羅尼都入覲，派侍衛托倫泰領兵護送波羅尼都南下，又令霍集斯隨行。於是大小和卓波羅尼都、霍集占乘機控制了天山南路回部各城。霍集占忌憚阿卜都瓜卜家族的勢力，以阿卜都瓜卜為葉爾羌伯克，以其子阿布薩塔爾為阿克蘇伯克，又以霍集斯為和闐伯克，令其族人分居各城。
乾隆二十二年（1757年），霍集占、波羅尼都舉兵叛清，阿卜都瓜卜被迫脅從。次年（1758年）八月，霍集斯在設計擒拿霍集占失敗後，輾轉投歸清軍大營。霍集占逃回葉爾羌後十分憤怒，將阿卜都瓜卜、阿布薩塔爾等霍集斯親屬囚禁。乾隆二十四年（1759年），大勢已去的霍集占將其控制下的阿卜都瓜卜、阿布薩塔爾等全行殺害，然後逃離葉爾羌。清軍平定大小和卓之亂後，阿卜都瓜卜家族在阿克蘇的祖先墳墓由霍集斯之子托克托索丕照看。
家族世系
- 始祖：莽蘇爾
- 父：阿濟斯和卓
- 弟：阿布都喇滿（阿布都里木）、霍集斯、玉木爾、哈色木子色里木、額敏、和錫特伊布[5]
- 子：阿布薩塔爾